# Pobieda (szczyt)
Pobieda (ros. Победа) – szczyt w azjatyckiej części Rosji (Jakucja), najwyższy szczyt Gór Czerskiego; wysokość 3003 m n.p.m. Leży w pasmie Ułachan-Czystaj, na stokach znajdują się lodowce.